# Матот
Матот (ивр. מַטּוֹת‎) — одна из 54 недельных глав — отрывков, на которые разбит текст Пятикнижия (Хумаша), девятая недельная глава книги Бемидбар.
В состав главы входят стихи 30:2 по 32:42.
Глава называется по слову в первой фразе: «И говорил Моше главам колен сынов Израиля…». Колено (еврейский род, потомки двенадцати родоначальников — сыновей Яакова Израиля) на иврите — мате (мн. ч. — матот).

## Краткое содержание главы
Первая часть главы посвящена клятвам.
Последующая часть описывает войну против мидьянитян.
Ополчение из 12 тысяч человек (по тысяче от каждого колена) одолевает мидьянитян, и убивает пятерых мидьянских царей, и всех мужчин, включая Билама.
Моисей порицает военачальников за то, что они не убили женщин.
После подсчета и дележа трофеев «начальники тысяч и сотен» сообщают Моше о полном отсутствии потерь среди израильтян. В благодарность они приносят в Скинию золотые изделия.
Колена Гада и Реувена просят разрешения остаться за Иорданом, на обширных пастбищах для их многочисленного скота. Вначале Моисей отказывает им, боясь повторения «греха лазутчиков», но представители Гада и Реувена заверили пророка в своем твердом намерении вступить в Эрец-Исраэль и активно участвовать в завоевательных войнах с хананцами, и лишь потом вернуться на восточный берег Иордана; Моисей соглашается.